# Kaunakakai
Kaunakakai é uma Região censo-designada localizada no estado americano de Havaí, no Condado de Maui.

## Demografia
Segundo o censo americano de 2000, a sua população era de 2726 habitantes.

## Geografia
De acordo com o United States Census Bureau tem uma área de
8,1 km², dos quais 5,3 km² cobertos por terra e 2,8 km² cobertos por água. Kaunakakai localiza-se a aproximadamente 189 m acima do nível do mar.

## Localidades na vizinhança
O diagrama seguinte representa as localidades num raio de 40 km ao redor de Kaunakakai.